# بيانات القيادة الوطنية الموحدة للانتفاضة
خلال الانتفاضة الأولى، قامت القيادة الوطنية الفلسطينية الموحدة للانتفاضة بتوزيع بيانات منتظمة لتوجيه أنشطة الانتفاضة وتحديد مواقفها السياسية. وفقًا لثاير هاستينجز من مركز الدراسات العليا بجامعة مدينة نيويورك، كانت بيانات اتحاد الطلاب الوطنيين الفلسطينيين «نصوصًا سياسية رئيسية في عصر الانتفاضة». وقد وصف المؤرخ الإسرائيلي إيلان بابيه البيانات بأنها «صحيفة ودليل للانتفاضة».

## الخلفية
في 9 كانون الأول/ديسمبر 1987، صدم سائق شاحنة إسرائيلي أربعة فلسطينيين في مخيم جباليا للاجئين ما أدى إلى استشهادهن. وأثارت هذه الحادثة أكبر موجة من الاضطرابات الفلسطينية منذ بدء الاحتلال الإسرائيلي في عام 1967: الانتفاضة الأولى. خلال المراحل المبكرة، تميزت الانتفاضة إلى حد كبير بحملة غير عنيفة، مع إجراءات شملت الإضرابات العمالية، والإضرابات الضريبية، ومقاطعة السلع الإسرائيلية، ومقاطعة المؤسسات الإسرائيلية، والمظاهرات، وإنشاء الفصول الدراسية والتعاونيات السرية، ورفع العلم الفلسطيني المحظور، والعصيان المدني. كانت هذه التحركات بقيادة قيادة لامركزية تتألف من المنظمات الشعبية لمنظمة التحرير الفلسطينية، مثل النقابات العمالية، ومجالس الطلاب، ولجان المرأة، والتي نظمت نفسها في القيادة الوطنية الموحدة للانتفاضة (UNLU)، والتي كانت في الغالب خارج السيطرة المباشرة لقيادة منظمة التحرير الفلسطينية، والتي كانت في الغالب في المنفى أو مسجونة (أو قُتلت على يد القوات الإسرائيلية على مدى السنوات السابقة).
ردت الحكومة الإسرائيلية على اندلاع الانتفاضة بحملة قمع قاسية، مع تعهد وزير الدفاع إسحاق رابين بقمعها باستخدام «القوة والجبروت والضربس، بما في ذلك إصدار أوامر للجنود الإسرائيليين بكسر عظام المتظاهرين الفلسطينيين، وفرض إغلاق واسع النطاق على المدن الفلسطينية، والاعتقالات الجماعية، وهدم المنازل الفلسطينية. خلال المراحل الأخيرة من الانتفاضة، ومع إلحاق القمع الإسرائيلي أضراراً بالغة بالاقتصاد والمعنويات الفلسطينية، ومع محاولة قيادة منظمة التحرير الفلسطينية في المنفى فرض سيطرة أكبر على الانتفاضة يومياً، بدأت القيادة الوطنية الموحدة للجيش الفلسطيني تفقد السيطرة على الانتفاضة وأصبحت الانتفاضة أكثر عنفاً خلال مراحلها الأخيرة، بما في ذلك العنف السياسي الداخلي الفلسطيني ضد المتعاونين المزعومين. وبحلول نهاية الانتفاضة، كان قد قُتل أكثر من ألف فلسطيني وجُرح أكثر من مائة ألف على يد القوات الإسرائيلية، كما قُتل نحو مائتي إسرائيلي على يد الفلسطينيين. انتهت الانتفاضة الأولى بعدة مفاوضات سلام رفيعة المستوى، بما في ذلك مؤتمر مدريد عام 1991 واتفاقيات أوسلو عام 1993.

## نظرة عامة
كانت القيادة الوطنية الموحدة للانتفاضة عبارة عن مجموعة من القادة المحليين الفلسطينيين خلال الانتفاضة الأولى. وقد نشأت القيادة الوطنية الموحدة للدفاع عن الأرض الفلسطينية المحتلة من بين الجمعيات المدنية الشعبية التي انتشرت في فلسطين في ثمانينيات القرن العشرين والفروع المحلية لمنظمات منظمة التحرير الفلسطينية، وعملت هذه القيادة بشكل سري ولعبت الدور القيادي في توجيه الانتفاضة. وكان نشاطها الرئيسي هو إصدار منشورات تحتوي على بيانات تصف الإجراءات التي ينبغي للفلسطينيين اتخاذها لدعم الانتفاضة في الأسبوعين التاليين. ركزت البيانات على تكتيكات العصيان المدني والمقاومة اللاعنفية، وخاصة من خلال الإضرابات والمقاطعات.
وقد تم طباعة المنشورات بطريقة لامركزية، بما في ذلك في بعض الأحيان في منازل نشطاء الجبهة الوطنية الموحدة، وتم توزيعها من قبل نشطاء الجبهة والشباب المحليين. وفقًا لزياد أبو عمرو من جامعة بيرزيت، «كان ممثلو المجموعات [التي تتألف منها القيادة الوطنية الموحدة] يناقشون عمومًا مضمون المنشورات. ثم، لأسباب عملية، كانت مجموعة واحدة في كل مرة تتولى مسؤولية صياغتها وطباعتها. وقد منح هذا المجموعة المسؤولة قدرًا معينًا من الحرية لإجراء تعديلات طفيفة، مما يجعل النص أكثر انسجامًا مع قناعاتها الأيديولوجية والسياسية»، مما تسبب أحيانًا في خلاف بين فصائل القيادة الوطنية الموحدة، ولكن الاختلافات الجوهرية في الرأي أدت في الغالب إلى إصدار الفصائل الفردية بياناتها الخاصة المنفصلة بالتزامن مع بيانات القيادة الوطنية الموحدة.

وبحسب ما كتبه لي أوبراين وبيني جونسون من مشروع أبحاث ومعلومات الشرق الأوسط في ربيع عام 1988:
في الضفة الغربية المحتلة هذه الأيام، يتجول الناس وعيونهم منحنية إلى الأرض. هذه الوضعية ليست لتجنب انتباه الدوريات العسكرية المتواصلة، أو لتحويل النظر عن مشاهدة عنفهم الجسدي ومضايقاتهم التي غالبًا ما تُمارس على مرأى ومسمع من الجميع، وهو أمر صادم نوعًا ما. (مشهد شارع، 12 فبراير/شباط، في رام الله: بعد مظاهرة صغيرة، احتجز الجنود شابًا، وغطوا رأسه بغطاء رأس مؤقت، وانهالوا عليه ضربًا. جندي أحمر الشعر، بوجه نضر ونظارات ذات إطار سلكي كطالب جامعي ذكي، عاد مرارًا وتكرارًا لركل السجين. صرخ الجنود في الناس الذين يحدقون بصمت من نوافذ منازلهم: «ارحلوا». إذا لم يختفِ المراقبون بسرعة، يرشقونهم بالحجارة). كما أن العيون المنحنية لا تشير إلى إرهاق السكان بعد 12 أسبوعًا من انتفاضة خلفت أكثر من 100 قتيل ومئات الجرحى وآلاف المعتقلين. المزاج الجماعي مرتفع بشكل مثير للصدمة. بل ينظر الناس إلى أسفل ليروا آخر بيان صادر عن اللجنة القيادية الموحدة للانتفاضة، والذي غالبًا ما يُعثر عليه في الشوارع أو مُخبأً تحت زجاج السيارات أو الأبواب. ولأول مرة منذ سنوات عديدة، أصبح للكلمات تأثير مباشر على العمل الفردي والجماعي. يُشكل الناس حياتهم اليومية بناءً على إعلانات الإضرابات العامة، والمظاهرات من الكنائس والمساجد، و«التكليفات» لمختلف قطاعات السكان. في منتصف فبراير، ابتهج الناس بصدور «البيان رقم سبعة» في موعده، رغم مداهمة الجيش لمطبعة في العيساوية يُشتبه في أنها أصدرت البيانات.
ورداً على استخدام القيادة الوطنية الموحدة للمنشورات، شددت الحكومة الإسرائيلية الرقابة في الأراضي الفلسطينية، بما في ذلك اعتقال الفلسطينيين الذين يتم ضبطهم وهم يحملون المنشورات. وأصدر الجيش الإسرائيلي أوامره لجميع المطابع في قطاع غزة بالتسجيل لدى الجيش والحصول على الموافقة لمواصلة عملياتها.

## البيانات

### البيانات رقم 1 – رقم 10
- صدر البيان الأول للقيادة الوطنية الموحدة في 8 يناير 1988، بعد مرور ما يقرب من شهر على بدء الانتفاضة الأولى.[18] ودعا البيان إلى إضراب عام لمدة ثلاثة أيام في جميع أنحاء فلسطين من 11 إلى 13 يناير، وهي الدعوة التي لاقت متابعة واسعة النطاق.[1] وبحسب جمال زقوت، وهو ناشط في الجبهة الديمقراطية لتحرير فلسطين وعضو في القيادة الوطنية الموحدة، فإن البيان «تضمن ستة مطالب، بشأن مصادرة الأراضي، وإجلاء القوات العسكرية من المناطق السكنية، ووقف المضايقات في الجامعات، ووقف التدخل في الحركة النقابية واعتقال النقابيين، وإلغاء الضرائب».[19]

- وقد تضمن البيان رقم 2 قائمة من المطالب السياسية، بما في ذلك إنهاء سياسة القبضة الحديدية الإسرائيلية، وطرد أرييل شارون من شقته التي اشتراها مؤخراً في البلدة القديمة بالقدس، وانسحاب القوات الإسرائيلية من المدن الفلسطينية، وحل المجالس البلدية التي عينتها الإدارة المدنية الإسرائيلية لتحل محل المجالس المنتخبة، وإغلاق العديد من السجون ذات السمعة السيئة بين الفلسطينيين.[20]

- صدر البيان رقم 3 في 18 يناير 1988.[21] وفي البيان، أوضحت القيادة الوطنية الموحدة أنها تابعة لمنظمة التحرير الفلسطينية، ودعت التجار الفلسطينيين إلى رفض دفع الضرائب للإدارة المدنية الإسرائيلية.[16]

- وفي البيان رقم 4، أعلنت القيادة الوطنية الموحدة معارضتها للخيار الأردني لحل وضع الأراضي المحتلة، ودعت بدلاً من ذلك إلى إقامة دولة فلسطينية مستقلة. ودعا البيان أيضًا إلى مزيد من الاعتماد على الذات اقتصاديًا بالنسبة لفلسطين، ودعا الفلسطينيين إلى إنشاء لجان شعبية والانضمام إليها.[16]
- وفي البيان رقم 5، دعت القيادة الوطنية الموحدة الفلسطينيين المتدينين، «جماهير المسجد والكنيسة»، إلى الاتحاد لدعم الانتفاضة، ودعت التجار إلى حرق سجلاتهم الضريبية الإسرائيلية. وحذر البيان أيضا من السوق السوداء والتجار الذين قد يستغلون الانتفاضة لرفع الأسعار، كما حذر من المحاولات الأردنية للتأثير على الانتفاضة.[16]

- دعا البيان رقم 6 السلطات المحلية المعينة من قبل إسرائيل إلى الاستقالة. كما أدان «الإمبريالية الأمريكية» ومحاولات خلق «قيادة بديلة لقيادتنا الشرعية الوحيدة، منظمة التحرير الفلسطينية».[16]

- وفي 18 فبراير/شباط 1988 صدر البيان رقم 8، الذي دعا إلى مقاطعة البضائع الإسرائيلية، ودعا الفلسطينيين إلى تعزيز الاقتصاد المحلي الفلسطيني بدلاً من ذلك. وتناول البيانان رقم 9 ورقم 10 نفس الموضوع، بما في ذلك إصدار قائمة بمنتجات إسرائيلية محددة لمقاطعتها.[22] كما دعا البيان رقم 9 المهنيين الفلسطينيين إلى رفض دفع الضرائب للإدارة المدنية الإسرائيلية، وإلى أن تعمل المصانع الفلسطينية بكامل طاقتها لتحل محل المنتجات الإسرائيلية، وإلى أن تظل الخدمات الصحية الفلسطينية مفتوحة، وإلى أن تنظم النساء مظاهرات نسائية دعماً للانتفاضة، وإلى أن يتحدى المعلمون والطلاب الأوامر الإسرائيلية بإغلاق المدارس الفلسطينية واقتحام مدارسهم وإقامة الدروس.[21]

### البيانات رقم 11 – رقم 19
- صدر البيان رقم 15 بتاريخ 29 أبريل 1988. ودعا البيان رؤساء البلديات في المدن الفلسطينية الذين عينتهم الإدارة المدنية الإسرائيلية، وكذلك ضباط الشرطة الفلسطينية إلى الاستقالة، بالإضافة إلى دعوة الطلاب في الجامعات الفلسطينية لحضور الفصول الدراسية في تحد للأوامر الإسرائيلية بإغلاق الجامعات الفلسطينية، والإضراب العام لمدة يومين في 9 و10 مايو/أيار بمناسبة مرور ستة أشهر على الانتفاضة.[23]
- وفي أواخر شهر مايو/أيار 1988 صدر البيان رقم 18، والذي تضمن قائمة من المطالب لإنهاء الانتفاضة. وتضمنت المطالب انسحاب القوات الإسرائيلية من المناطق المأهولة بالسكان في فلسطين، وإطلاق سراح الفلسطينيين المعتقلين لدى إسرائيل، والسماح للفلسطينيين الذين رحلتهم إسرائيل بالعودة، وإلغاء أي أوامر عسكرية جديدة صدرت نتيجة للانتفاضة، والسماح للفلسطينيين بإجراء انتخابات ديمقراطية، وإزالة القيود المفروضة على التنمية الاقتصادية الفلسطينية، وإنشاء هيئة من المراقبين الدوليين لحماية الفلسطينيين أثناء بناء دولة مستقلة. وفقًا لجويل برينكلي من صحيفة نيويورك تايمز، «قال فلسطينيون مطلعون على نوايا المنشور إن الغرض كان إعطاء حزب العمل الإسرائيلي برنامجًا محتملًا لإنهاء الانتفاضة. وكانت الفكرة أيضًا إعطاء وزير الخارجية جورج شولتز، الذي سيزور المنطقة الشهر المقبل، موقفًا فلسطينيًا يمكنه الدفاع عنه.»[24]

### البيانات رقم 20 – رقم 29
- البيان رقم 20، الصادر في 22 يونيو 1988، بعنوان «بيان القدس»، دعا إلى تحويل تركيز الانتفاضة إلى القدس الشرقية خلال الأسبوعين التاليين، بما في ذلك الدعوة إلى إضراب عام في 28 يونيو، الذكرى الحادية والعشرين لضم إسرائيل للقدس الشرقية.[25] رفض وزير الشرطة الإسرائيلي حاييم بارليف المطالب بعودة القدس الشرقية إلى فلسطين، قائلاً إن «القدس موحدة وستظل موحدة».[26] وتضمن البيان أيضًا العديد من المطالب الأخرى، بما في ذلك إنشاء قوة مراقبة دولية لحماية الفلسطينيين والسماح للفلسطينيين بإجراء انتخابات بلدية، وأن تحترم الحكومة الإسرائيلية اتفاقية جنيف الرابعة، وأن ينسحب الجيش الإسرائيلي من المدن الفلسطينية، وأن يتم إطلاق سراح الفلسطينيين المسجونين لدى إسرائيل، والسماح للفلسطينيين المرحلين من قبل إسرائيل بالعودة. رفضت الحكومة الإسرائيلية هذه المطالب، حيث صرح ضابط عسكري إسرائيلي كبير لصحيفة نيويورك تايمز بأنه «لا يوجد ما يمكن الرد عليه» حيث أن البيان لم يتضمن «أي شيء جديد».[27]
- ودعا البيان رقم 21 إلى إضراب عام في 18 يوليو/تموز 1988، تضامناً مع الفلسطينيين المعتقلين لدى إسرائيل في سجن النقب. وقد انتشر الإضراب العام على نطاق واسع بين الفلسطينيين.[28] ودعا البيان أيضًا الفلسطينيين إلى سحب مدخراتهم من البنوك الإسرائيلية وفرض عقوبات على الفلسطينيين الذين يروجون للشركات الإسرائيلية.[22]
- وفي البيان رقم 22، دعت القيادة الوطنية الموحدة لمقاطعة السياحة في إسرائيل، ودعت الفلسطينيين إلى عدم دفع الغرامات التي أصدرتها الحكومة الإسرائيلية.[22]
- وفي البيان رقم 25، الذي صدر في أوائل سبتمبر/أيلول 1988، أدانت القيادة الوطنية الفلسطينية جماعة حماس الإسلامية التي تأسست حديثاً، والتي كانت قد أصدرت للتو ميثاقها التأسيسي. وفي البيان، اتهمت القيادة الوطنية الموحدة حماس بمحاولة فرض نفسها على الفلسطينيين،[29] وأضافت أن «أي شخص يزعزع وحدة شعبنا بالقوة يخدم العدو ويضعف الانتفاضة».[30][31] كما أشار البيان مباشرة إلى زعيم منظمة التحرير الفلسطينية ياسر عرفات لأول مرة، داعياً الفلسطينيين إلى دعم منظمة التحرير الفلسطينية والقيادة المركزية لمنظمة التحرير الفلسطينية في تونس إلى صياغة «برنامج واضح ومحدد قائم على المبادئ الوطنية الفلسطينية».[30]

- وفي البيان رقم 27، دعت المجلس الوطني الفلسطيني إلى إعلان الدولة الفلسطينية المستقلة.[32]

- صدر البيان رقم 29 في أواخر شهر نوفمبر 1988. وأعلن البيان دعم القيادة الوطنية الموحدة لإعلان الاستقلال الفلسطيني الذي أعلنه المجلس الوطني الفلسطيني مؤخرا، وانتقد الجماعات الإسلامية لمعارضتها الإعلان.[33]

### البيانات رقم 30 – رقم 39
ودعا البيان رقم 32 إلى إضراب عام في 9 كانون الثاني/يناير، وهي الدعوة التي لاقت استجابة واسعة النطاق في كافة أنحاء فلسطين. ودعا البيان أيضًا إلى الوحدة بين الجماعات الوطنية الفلسطينية، ودعا على وجه التحديد حركة فتح وحركة حماس الناشئة حديثًا إلى العمل مع بعضهما البعض.
وفي البيان رقم 39، الصادر في أواخر أبريل/نيسان 1989، اتهمت القيادة الوطنية الموحدة للجيش العربي الفلسطيني الدول العربية بالفشل في دعم فلسطين، وأدانت الحكومة الأردنية لقمعها الاحتجاجات الأردنية عام 1989 ضد الفساد والتقشف. ودعا البيان الفلسطينيين أيضاً إلى مقاطعة المفاوضات مع الإدارة المدنية الإسرائيلية، كما دعا المسلمين الفلسطينيين إلى الاستجابة لدعوة المجلس الإسلامي الأعلى لحضور الصلاة في المسجد الأقصى خلال شهر رمضان.

### البيانات رقم 40 – رقم 49
- صدر البيان رقم 44 في 15 أغسطس 1989. ودعا إلى إضرابات تضامنية احتجاجًا على السياسة التي أعلنتها الحكومة الإسرائيلية مؤخرًا والتي تشترط على جميع الفتيان والرجال في غزة الذين تزيد أعمارهم عن 16 عامًا حمل بطاقات هوية صادرة عن إسرائيل.[21]

- صدر البيان رقم 46 في 28 سبتمبر 1989، ودعا إلى إضراب عام لمدة يوم واحد دعماً لقطاع غزة وضد سياسة بطاقة الهوية.[21]

- صدر البيان رقم 49 في 4 كانون الأول/ديسمبر 1989. ودعا البيان الفلسطينيين في الضفة الغربية إلى «الاستعداد لخوض معركة البطاقات المغناطيسية».[21]

## التحليل
وبحسب زياد أبو عمرو من جامعة بيرزيت، فإن البيانات «»لم تنبع من استراتيجية شاملة واضحة ومخططة، حيث كان كل منشور جزءًا لا يتجزأ منها، بل تعاملت مع الوضع كما تطور وحاولت الاستفادة منه، مسترشدة بالأهداف الوطنية الأوسع، ولا سيما «الحق في تقرير المصير وإقامة دولة فلسطينية مستقلة تحت قيادة منظمة التحرير الفلسطينية».
كما أعطت القيادة الوطنية الموحدة للمقاومة السلمية للاحتلال الإسرائيلي الأولوية في بياناتها – وجدت دراسة أجراها المركز الفلسطيني لدراسات اللاعنف أن 95% من الإجراءات التي دعت إليها القيادة الوطنية الموحدة للمقاومة في أول 17 بيانًا كانت سلمية، وأكثر من 90% في البيانات الـ 22 التالية، مع اقتصار الدعوات التي كانت عنيفة على العنف الأقل فتكًا مثل إلقاء الحجارة.
جادلت ج. كريستين أوربان من جامعة ماونت سانت ماري بأن البيانات كانت بمثابة «دستور فعلي لشعب في طور بناء أمته». ووفقًا لأوربان، عكست البيانات أيضًا التبعية المتزايدة للقيادة الوطنية الموحدة للقيادة المركزية لمنظمة التحرير الفلسطينية في تونس على مدار الانتفاضة، حيث احتوى كل بيان من البيانات الأربعة عشر الأولى على إشارة مباشرة واحدة فقط إلى منظمة التحرير الفلسطينية، ولكن مع زيادة عدد الإشارات بشكل كبير في البيانات اللاحقة، ومع احتواء محتوى البيانات اللاحقة على نداءات متزايدة للمجتمع الدولي. ويشير أوربان أيضًا إلى تحول كبير بعيدًا عن اليسار السياسي بدءًا من البيان رقم 41، حيث حذرت البيانات الفلسطينيين بعد هذه النقطة من التصرف بناءً على «قرار مركزي صادر عن القيادة العليا» فقط.